# Pentecoste (Orcagna)

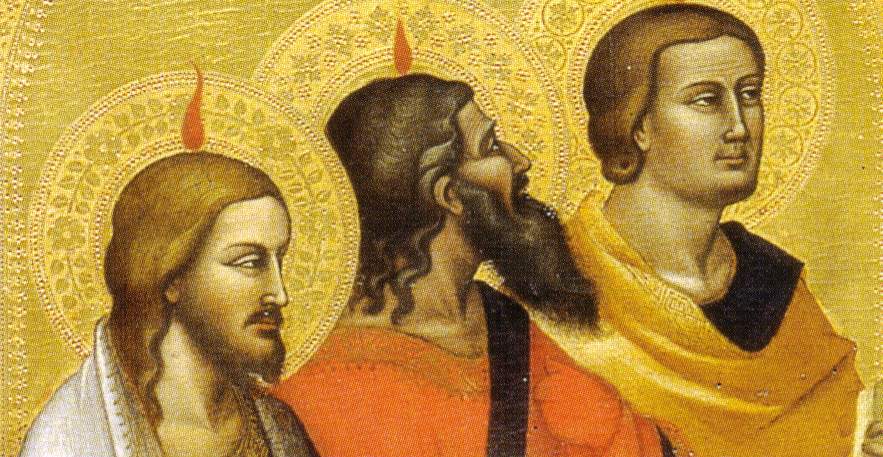
Dettaglio

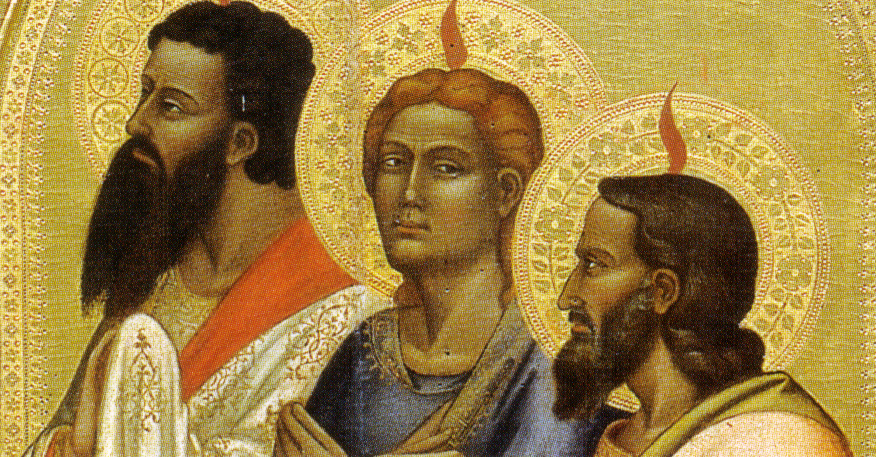
Dettaglio

Le Pentecoste è un dipinto a tempera e oro su tavola (195x287 cm) di Andrea Orcagna e del fratello Jacopo di Cione, databile al 1362-1365 circa e conservato nella Galleria dell'Accademia a Firenze.

## Storia
L'opera è probabilmente quella che Vasari vide sull'altare maggiore della chiesa dei Santi Apostoli a Firenze, venendo poi rimosso di lì a poco, con i lavori di ammodernamento alla chiesa di Giovanni Antonio Dosio, trovando posto nella Cappella Viviani. In epoca imprecisata, forse nel XVIII secolo, venne portato alla Badia Fiorentina, e da lì all'Accademia dal 1939.
Per quanto riguarda l'attribuzione, Vasari credeva che fosse di Spinello Aretino, come si trova riportato anche nelle guide dei secoli successivi. Nel XIX secolo prevalse un'attribuzione più prudente alla scuola giottesca e solo con le indagini di Crowe e Cavalcaselle l'opera fu assegnata in via dubitativa ad Andrea Orcagna, e successivamente ad Andrea con la collaborazione del fratello Jacopo di Cione. La critica successiva ha essenzialmente confermato questa attribuzione, con qualche voce fuori dal coro, come la Sandberg Vavalà che la attribuì al solo Jacopo, o Offner che parlò di un assistente di Orcagna detto "Maestro della Pentecoste".
Gli studi più recenti tendono oggi ad assegnare il dipinto alla mano autografa di Andrea, rappresentandone anche una delle opere più tipiche, sebbene con un possibile aiuto da parte del fratello (Tartuferi). Per quanto riguarda la datazione, l'ipotesi più seguita è quella di Kreytenberg al 1362-1365 circa.

## Descrizione e stile
La pala è un trittico, con un pannello centrale centinato di dimensioni maggiori, dove torreggia al centro e in posizione frontale la Madonna, circondata da cinque apostoli in ginocchio; nei pannelli laterali, di forma simile ma in scala minore, si trovano due gruppi di tre apostoli, inginocchiati lungo una direttrice trasversale, che amplifica la profondità spaziale. Ciascuno ha una fiammella dello Spirito Santo sulla testa, come tipico del soggetto, mentre in alto, nella tavola principale, si vede la colomba che incarna lo Spirito Santo, tra due angeli in volo.
Tipici di Andrea sono i volumi squadrati, la rigida frontalità, la gamma cromatica contenuta, mentre la mano di Jacopo, ravvisabile in alcuni apostoli, mostra solitamente passaggi più morbidi e sfumati, con una costruzione dei volumi che accenna a una maggiore dolcezza.
La cornice del dipinto è originale; su di essa si leggeva un'iscrizione settecentesca, rimossa durante il restauro. È probabile comunque che la pala avesse delle cuspidi che sono andate perdute.